# 少数民族
少数民族（しょうすうみんぞく）とは、ある民族や国家や地域など何かしらの枠組みが複数の民族集団（Ethnic group）によって構成されている場合に、相対的に少数からなる民族集団のことを言う。

## 概説
日本語の「民族」は多義的かつ曖昧な概念である。英語のethnic groupを指すこともあればnationを指すこともあり、ドイツ語のvolkを指すこともある。「民族」が意味するものが多義的であるために少数民族という語もしばしば混乱を招く。少数民族という概念は何を全体とするかを設定し、その枠組みのなかで相対的に少数であることを示さなければ意味をなさない。
少数民族という概念を用いる際に最も一般的なのは、国民国家（nation state）を「全体」を指す枠組みとして、そのなかで平均的な国民として扱われることの多い支配的多数民族と比較して少数である民族集団を少数民族と呼ぶという用法である。これら少数民族は人口において数百人の集団であることもあれば百万人規模であることもある。しかし、平均的国民もしくは支配的多数を占める民族とはさまざまな文化的属性において差異が見出されるケースや、制度的差異が見出されるケースが多く、共通に課題となる部分が大きい。
少数民族はさまざまな文化的属性（民族共通の歴史や言語など）をもつ。しかし、周囲を取り巻くのは多数派の民族であり、国の制度や教育もそれに基づく場合が多い。そういった状況下で、いかに自分たちの独自性を維持すればよいかというのは、多くの少数民族に共通する悩みでもある。
少数民族と、多数派および国民国家との関係は多種多様である。クルド人のように、国家を持ってもおかしくないほどの人口を誇り、また特定地域では多数派を占めているにもかかわらず民族国家を持たないために独立を求めて争いを起こす場合もある。同じように多くの人口を誇りながらまとまりを欠くミャオ族のように、各国の多数派民族の影響下で共存していくこともある。日本におけるアイヌ、中国における満州族などのように、多数派民族の圧倒的影響力によって、その独自性を徐々に失いつつある民族もある一方、イスラエル建国以前のユダヤ人のように、多数派の民族に同化されず独自性を保ち、少数派であっても強い社会的影響力を持ってきた少数民族もある。
先住民が少数民族として国民国家において一角を占めているケースは非常に多い。これらは多くの場合、支配的民族とは別の文化や歴史と一緒に「異教的」または「野蛮」などとして排斥されたが、近年ではむしろ保護する政策の必要が意識されはじめてきた。しかし、独自文化が失われつつある状況にまで至っている場合、国民国家の政策如何にかかわらず、その担い手が現れにくいという問題が生じることがある。

## 日本での現状
日本は、大和民族であるとされる人々が大多数である一方、少数民族とされる集団も存在する。各集団が抱える問題は、「日本の民族問題」および各記事を参照のこと。なお、日本政府が公式に日本の先住民として認識しているのはアイヌのみである。
- アイヌ - 北海道・千島列島・樺太の少数民族。
- ウィルタ - 樺太の少数民族。
- ニヴフ - 樺太の少数民族。
- 沖縄県や奄美群島（鹿児島県）などの旧琉球王国領域の住民を、琉球民族と捉える考え方がある（他、琉球語も参照の事）。
- 欧米系島民 - 小笠原諸島の開拓・移民の末裔。
- 山窩（サンカ） - 本州の山地を移動しながら生活していた民族集団。
- 在日華僑 - 外国籍。華人、華裔、在日中国人、在日台湾人も参照。
- 朝鮮系日本人 - 朝鮮籍や北朝鮮、韓国籍からの帰化者（在日韓国・朝鮮人については、朝鮮総連では在日朝鮮人を「（日本の）少数民族ではない」としている[3]）。
- 日系ブラジル人 - 多くの場合国籍やエスニシティはブラジル人であり出稼ぎが多い。外国籍。
- GIベビー - アメラジアンとも呼称される。連合国軍占領下の日本に、アメリカ軍を中心とした連合国軍の兵士と日本人女性との間に様々な理由で生まれた人々。戦後の落とし子、と言われ、数万人はいると考えられる。日本国籍を持つ。
- インドシナ難民 - 政治難民が注目されるが経済難民も多い。外国籍または無国籍。

## 世界の少数民族

### 中国
- 中国の少数民族、民族区域自治 を参照

### マレーシア
- ビダユ族
- カダザン族
- オラン・アスリ

### スペイン
- バスク人
- カタルーニャ人
- ガリシア人
- アンダルシア人

### フランス
- コルシカ人
- ブルトン人

### イギリス
- ウェールズ人
- スコットランド人
- アイルランド人

### ヨーロッパ
- ロマ族（ジプシー）
- チャーンゴー（マジャール系少数民族）
- ラップ人

### オーストラリア
- アボリジニ

### ニュージーランド
- マオリ

### アメリカ
- イヌイット（エスキモー）
- インディアン
- マウイ族（ハワイ島）
- アーミッシュ
- プエルトリカン